# Zoja Andriejewa
Zoja Ananjewna Andriejewa (ros. Зоя Ананьевна Андреева, ur. 6 kwietnia 1899 we wsi Orauszy w guberni symbirskiej, zm. 3 lutego 1983 w Czeboksarach) – radziecka działaczka polityczna.

## Życiorys
W latach 1917–1925 była nauczycielką szkoły powszechnej, a 1925–1927 zastępczynią przewodniczącego komitety wykonawczego rady gminnej w Czuwaskiej ASRR, 1927–1928 kierowała wydziałem żeńskim rejonowego komitetu WKP(b) w Czuwaskiej ASRR, później po kursach hodowli drobiu pracowała w spółdzielni rolniczej. Od 1931 kierowała grupą handlowo-zaopatrzeniową Ludowego Komisariatu Inspekcji Robotniczo-Chłopskiej ZSRR, potem do 1934 była śledczym partyjnym Centralnej Komisji Kontrolnej WKP(b) ds. Czuwaskiej ASRR, a 1934–1936 ludowym komisarzem ubezpieczeń społecznych Czuwaskiej ASRR. W latach 1936–1937 pracowała w aparacie pełnomocnika Komisji Kontroli Partyjnej przy KC WKP(b) ds. Czuwaskiej ASRR, od października 1937 do 26 lipca 1938 przewodniczącą CIK Czuwaskiej ASRR, a od 29 lipca 1938 do 19 grudnia 1955 przewodniczącą Prezydium Rady Najwyższej Czuwaskiej ASRR. Była odznaczona dwoma Orderami Lenina.